# Дновская волость
Дновская волость — административно-территориальная единица в составе Порховского уезда Псковской губернии, в том числе в РСФСР в 1924 — 1927 годах. Центром был посёлок Дно, с 6 июня 1925 года — город Дно.
В рамках укрупнения дореволюционных волостей губернии, новая Дновская волость была образована в соответствии с декретом ВЦИК от 10 апреля 1924 года из упразднённых Вельской, части дореволюционной Дновской, Михайловской волостей и разделена на сельсоветы: Белошинский, Дновский, Кривухинский, Нинковский, Пенкратоеский, Хотовенский. Декретом ВЦИК от 6 июня 1925 года посёлок Дно утверждён городом. В янвере 1927 года образованы Выскодский, Дубровский, Лукомский, Моринский, Рвовский, Скугроаский сельсоветы и упразднены Белошинский, Дновский, Кривухинский, Нинковский сельсоветы.
В рамках ликвидации прежней системы административно-территориального деления РСФСР (волостей, уездов и губерний), Дновская волость была упразднена в соответствии с Постановлением Президиума ВЦИК от 1 августа 1927 года, а её территория была включена в состав Дновского района Псковского округа Ленинградской области.